# Candace Newmaker
 (mars 2024).
La mise en forme du texte ne suit pas les recommandations de Wikipédia : il faut le « wikifier ».
Les points d'amélioration suivants sont les cas les plus fréquents. Le détail des points à revoir est peut-être précisé sur la page de discussion.
- Les titres sont pré-formatés par le logiciel. Ils ne sont ni en capitales, ni en gras.
- Le texte ne doit pas être écrit en capitales (les noms de famille non plus), ni en gras, ni en italique, ni en « petit »…
- Le gras n'est utilisé que pour surligner le titre de l'article dans l'introduction, une seule fois.
- L'italique est rarement utilisé : mots en langue étrangère, titres d'œuvres, noms de bateaux, etc.
- Les citations ne sont pas en italique mais en corps de texte normal. Elles sont entourées par des guillemets français : « et ».
- Les listes à puces sont à éviter, des paragraphes rédigés étant largement préférés. Les tableaux sont à réserver à la présentation de données structurées (résultats, etc.).
- Les appels de note de bas de page (petits chiffres en exposant, introduits par l'outil «  Source ») sont à placer entre la fin de phrase et le point final[comme ça].
- Les liens internes (vers d'autres articles de Wikipédia) sont à choisir avec parcimonie. Créez des liens vers des articles approfondissant le sujet. Les termes génériques sans rapport avec le sujet sont à éviter, ainsi que les répétitions de liens vers un même terme.
- Les liens externes sont à placer uniquement dans une section « Liens externes », à la fin de l'article. Ces liens sont à choisir avec parcimonie suivant les règles définies. Si un lien sert de source à l'article, son insertion dans le texte est à faire par les notes de bas de page.
- La présentation des références doit suivre les conventions bibliographiques. Il est recommandé d'utiliser les modèles {{Ouvrage}}, {{Chapitre}}, {{Article}}, {{Lien web}} et/ou {{Bibliographie}}. Le mode d'édition visuel peut mettre en forme automatiquement les références.
- Insérer une infobox (cadre d'informations à droite) n'est pas obligatoire pour parachever la mise en page.

Pour une aide détaillée, merci de consulter Aide:Wikification.
Si vous pensez que ces points ont été résolus, vous pouvez retirer ce bandeau et améliorer la mise en forme d'un autre article.
 (mars 2024).
Candace Elizabeth Newmaker, née Candace Tiara Elmore le 19 novembre 1989 à Lincolton (Caroline du Nord) et morte le 19 avril 2000 à Evergreen (Colorado), est une enfant qui a été tuée au cours d'une séance de thérapie de l'attachement de soixante-dix minutes réalisée par deux thérapeutes non agréées, censée traiter un trouble réactionnel de l'attachement de l'enfance. Le traitement au cours duquel Candace Newmaker a été étouffé comprenait notamment un processus de "rebirthing", ou "renaissance". Elle a été enveloppée dans une flanelle censée représenter le ventre d'une femme enceinte, avant qu'on ne lui demande de se libérer de ce tissu tandis que ses thérapeutes utilisaient leurs mains et leurs pieds pour appuyer sur elle de toute leur force et l'empêcher de s'échapper. Bloquée, incapable de bouger ou même de respirer, Candace a perdu la vie le jour suivant l'intervention.

## Biographie

### Enfance
Candace Elmore est née à Lincolnton, en Caroline du Nord, le 19 novembre 1989, d'une mère adolescente et d'un père violent, Angela et Todd Elmore. Cet environnement familial hostile a fortement influencé la façon dont elle a grandi.
Alors qu'ils sont encore jeunes, Candace, son jeune frère Michael et sa sœur Chelsea sont retirés du domicile familial au motif de négligences de la part des parents. Ils sont ensuite séparés par les services sociaux. Leurs parents perdent leur garde lorsque Candace a cinq ans. Deux ans plus tard, la jeune fille est adoptée par Jeane Elizabeth Newmaker, une femme célibataire et infirmière praticienne en pédiatrie à Durham, en Caroline du Nord. Elle obtient alors un nouveau certificat de naissance, et change de nom, pour s'appeler désormais Candace Elizabeth Newmaker,.
Quelques mois après l'adoption, Jeane emmène Candace chez un psychiatre, se plaignant de son comportement et de son attitude. Bien que Candace soit placée sous traitement médicamenteux, Jeane continua à se plaindre du comportement de sa fille au cours des deux années suivantes, déclarant que celui-ci s'aggravait et devenait de moins en moins supportable. Elle raconte entre autres que durant cet période, sa fille aurait joué avec des allumettes et tué des poissons rouges.

### Thérapie de l'attachement et mort
En avril 2000, Candace et Jeane Newmaker se rendent dans la ville d'Evergreen, Colorado, pour réaliser une séance de thérapie de l'attachement « intensive » de deux semaines, d'un coût de 7 000 $. Cette thérapie, basée sur des pratiques controversées, a été recommandé au préalable à Jeane par William Goble, un psychologue agréé de Caroline du Nord. Ce traitement doit être réalisé par la thérapeute Connell Watkins, qui n'a à ce moment-là aucune agrégation lui autorisant à pratiquer ce type de thérapie,,.
Candace est décédée au cours de la deuxième semaine de thérapie réalisée par Watkins, au cours de ce qui est appelé une séance de « rebirthing », ou "renaissance". Connell Watkins, assistée par la thérapeute Julie Ponder, également dépourvue d'autorisation lui permettant d'effectuer ces traitements, procède à cette pratique à l'issue tragique aux côtés des « parents adoptifs thérapeutiques » de Candace, Brita St. Clair, Jack McDaniel et Jeane Newmaker.
Conformément au scénario du traitement prévu pour ce jour-là, Candace est enveloppée dans un drap de flanelle et recouverte d'oreillers censés simuler un utérus ou un canal génital. Les thérapeutes lui demandent ensuite de trouver un moyen de sortir de cette enveloppe, pour simuler un accouchement et par conséquent une "seconde naissance". Si l'expérience réussit, le but est qu'elle permette à Candace de « s'attacher » affectivement à sa mère adoptive. Une fois le drap placé, quatre des adultes présents utilisent leurs mains et leurs pieds pour bloquer la tête, la poitrine et le corps de Candace, afin de compliquer les tentatives de l'enfant de s'extirper des tissus. Ils exercent ainsi sur elle un poids total de 305,2 kilogrammes, alors que l'enfant ne pèse que trente kilos. Durant toute la séance, Candace se plaint de souffrir atrocement, suppliant et appelant à l'aide car manquant d'air, incapable de se dégager. Elle déclare onze fois être en train de mourir, ce à quoi Ponder répond : « Vas-y, meurs maintenant, pour de vrai. Pour de vrai ». Vingt minutes après le début de la séance, Candace se met à vomir, toujours coincée dans les draps.
Quarante minutes après le début de la séance, les thérapeutes demandent à Candace si elle souhaite "renaître", question à laquelle elle répond faiblement "non", épuisée et détruite par le poids des gens sur elle. Ce "non" sera son dernier mot,. À la suite de cette réponse, Ponder s'exclame : « Dégonflée, dégonflée, dégonflée ! Abandonne, abandonne, abandonne, abandonne. C'est une dégonflée ! ». Jeane Newmaker, qui a déclaré plus tard qu'elle se sentait désemparée face à l'incapacité de Candace à renaître, est à ce moment-là invitée par Watkins à quitter la pièce, afin que Candace ne « se rende pas compte de la peine (de Jeane) ». Peu de temps après, la médecin réitère sa demande à McDaniel et Brita St. Clair qui quittent à leur tour la salle, laissant Candace aux mains des deux thérapeutes.
Finalement, après avoir débattu pendant cinq minutes sur la suite et l'issue de la séance, celles-ci finissent par libérer Candace. Elles constatent alors que la jeune fille est immobile, ne respire plus, et qu'elle a les lèvres ainsi que le bout des doigts bleus. Devant cette scène, Watkins déclare : « Oh, regardez-la ; elle dort dans son vomi ». Dans le même temps, Jeane Newmaker, qui assistait jusqu'à présent à la scène depuis un écran situé dans une autre pièce, se précipite auprès de sa fille. Elle remarque la couleur inquiétante de Candace et commence alors une manœuvre de réanimation pendant que Watkins appelle le 9-1-1. Lorsque les ambulanciers arrivent, dix minutes plus tard, McDaniel leur explique que Candace a été laissée seule pendant cinq minutes durant un processus de "renaissance" et qu'elle ne respire plus. Les ambulanciers supposent alors que Candace est inconsciente et qu'elle a arrêté de respirer depuis peu. Après un certain temps de réanimation, les secours réussissent à rétablir le pouls de la jeune fille, qui est immédiatement transportée par hélicoptère vers un hôpital de Denver. Elle est déclarée en état de mort cérébrale le lendemain, le 19 avril, des suites de son asphyxie,,.
L'intégralité de la séance de "renaissance" qui conduira à la mort de Candace Newmaker a été filmé. Dix autres heures d'enregistrement ont également été retrouvés, provenant des séances précédentes. Toutes les vidéos ont été projetées lors du procès de Watkins et Ponder,.

## Poursuites judiciaires et conséquences
Un an après le drame, en avril 2001, Watkins et Ponder sont jugées et reconnues coupables de maltraitance sur enfant ayant entraîné la mort, et sont condamnées à 16 ans d'emprisonnement. Brita St. Clair et Jack McDaniel, les "parents d'accueil thérapeutiques", plaident coupables lors du jugement de négligence criminelle et sont condamnés à dix ans de prison avec sursis, ainsi qu'à mille heures de travaux d'intérêt général dans le cadre d'une négociation de peine,. La mère adoptive, Jeane Newmaker, plaide coupable face aux accusations de négligence et de mauvais traitements et est condamnée à une peine de quatre ans d'emprisonnement avec sursis. Néanmoins, les accusations finiront par être effacées de son dossier.
En 2003, Watkins fait appel de sa condamnation, mais la demande n’aboutit pas. Elle sera finalement libérée sur parole en juin 2008 sous « surveillance intense », avec des restrictions concernant ses contacts avec les enfants ou son travail dans la psychothérapie. Elle avait alors purgé environ sept ans de sa peine, qui devait durer 16 ans.
Cette affaire a amené à la création d'une « loi Candace » au Colorado et en Caroline du Nord, qui interdit toute reconstitution dangereuse du processus de naissance, y compris à des fins thérapeutiques,. La Chambre des représentants et le Sénat américain ont adopté séparément des résolutions appelant à des actions similaires dans d'autres États du pays.

## Dans la culture populaire
Une référence au décès de Candace Newmaker est faite dans la série d'horreur YouTube Petscop, qui tourne autour d'un jeu fictif. L'une des salles visitables du jeu est appelée la « quitter's room » ou "salle de la dégonflée", en référence aux paroles prononcées par Julie Ponder envers Candace. Le jeu à l'origine de la série fait référence au processus de rebirthing à travers différents personnages.
L'épisode Born Again de New York, police judiciaire est basé sur l'histoire de Candace Newmaker.
L'épisode Overload de CSI: Crime Scene Investigation présente un affaire basée sur cette histoire.

## Annexe
- Summary of press reports on the case at Advocates for Children in Therapy
- Transcript of excerpts from the videotaped final therapy session
- Crowder, Carla; Lowe, Peggy, « "Her Name Was Candace" », Rocky Mountain News,‎ 29 octobre 2000 (lire en ligne [archive du 31 mars 2008])